# Else Frenkel-Brunswik
Else Frenkel-Brunswik (18 d'agost de 1908 a Lviv, llavors Imperi Austrohongarès – 31 de març de 1958 a Berkeley, Califòrnia, Estats Units) fou una psicòloga jueva polonesa i austríaca. Es va veure obligada a abandonar Polònia i més tard Àustria arran de la persecució anti-jueva. És coneguda habitualment per les seves contribucions a The Authoritarian Personality (1950), la seva col·laboració amb Theodor W. Adorno, Daniel Levinson, i Nevitt Sanford. Es considera una obra cabdal en la teoria de la personalitat i la psicologia social.

## Primers anys a Europa
Else Frenkel va néixer el 18 d'agost de 1908 a Lviv. Era la segona de les tres filles del propietari jueu de grans magatzems Abraham Frenkel i la seva dona Helene Frenkel. A causa d'un pogrom, la família va fugir a Viena el 1914.Després de graduar-se el 1926, va estudiar matemàtiques i física, i després psicologia a la Universitat de Viena, on es va formar com a psicoanalista. Va completar la seva tesi doctoral sota supervisió de Karl Bühler a la Universitat de Viena el 1930. El seu tema de tesi fou Das Associationsprinzip in der Psychologie. Va exercir com a professora associada a l'Institut Psicològic entre el 1931 i el 1938, treballant com a ajudant de recerca de Charlotte Bühler.Va passar per la psicoanàlisi amb Ernst Kris.
El 1938, després de l'Anschluss, va haver d'abandonar Àustria.

## Vida als Estats Units
Igual que molts dels seus companys d'origen jueu, Else es va dirigir als EUA, on es va convertir en ciutadana el 1938. El mateix any es va casar amb Egon Brunswik, un antic estudiant de Bühler que es va incorporar a la facultat de Berkeley el 1937.
Del 1939 al 1958, Else Frenkel-Brunswik va treballar com a investigadora associada a l'Institut de Benestar infantil, departament de psicologia de la Universitat de Califòrnia a Berkeley. Else Frenkel va treballar inicialment a l'àrea d'estudis de la personalitat. A Mechanisms of Self-Deception (1939) va explicar els aspectes de la psicoanàlisi als lectors estatunidencs.
Com a part del Berkeley Public Opinion Study (Universitat de Califòrnia), va estudiar l'antisemitisme, treballant amb Theodor W. Adorno, el psicòleg social R. Nevitt Sanford i el psiquiatre i psicòleg Daniel J. Levinson, que havia estat un dels seus estudiants. L'obra va comptar amb el suport del Comitè Jueu Americà.
En els seus estudis socio-psicològics, Frenkel-Brunswik hi destaca un tret típic: la intolerància a l'ambigüitat (tolerància a l'ambigüitat). Això fa referència a la no resistència a l'ambigüitat. Algunes persones no poden suportar fets ambigus i contradictoris i són incapaços d'empatitzar amb les opinions d'altres persones en termes d'un canvi de perspectiva. Hi predomina aleshores una actitud rígida, inflexible i compulsiva; Els tons intermedis i els problemes complexos irriten i es rebutgen. Aquesta tendència defensiva està estretament relacionada amb l'actitud negativa davant l'alteritat, l'autoritarisme i l'etnocentrisme, junt amb el rebuig a l'estranger (cultural).
El 1950, com a producte de la seva col·laboració amb Theodor W. Adorno, Daniel Levinson, i Nevitt Sanford, va aparèixer The Authoritarian Personality. És una obra cabdal en psicologia social. La seva experiència en estudis de psicoanàlisi i personalitat va ser crucial per al projecte de recerca.
El 1950, va anar a la Universitat d'Oslo com a professora visitant i consultora de recerca. Entre 1954 i 1955 va mantenir una beca al Centre d'Estudis Avançats de les Ciències del Comportament de la Universitat Stanford.
El 1955, el seu marit Egon es va suïcidar després d'una llarga malaltia. Això va afectar profundament la vida professional i personal d'Elsa. Tot i que va ser elegida per unanimitat professora a temps complet al departament de psicologia de Berkeley, després que el seu marit ja no hi treballés, el reconeixement li va aportar poca comoditat. Va patir una depressió severa i es va suïcidar el 31 de març de 1958 per sobredosi de barbital.
La seva biografia està inclosa a la prestigiosa col·lecció Notable American Women.

## Escrits
- Else Frenkel, Edith Weisskopf: desire and duty in the structure of human life . Gerold & Co., Viena 1937 (Investigació psicològica al CV. Editat per Charlotte Bühler i Else Frenkel. Volum 1).
- Else Frenkel-Brunswik: motivation and behavior. Genetic Psychology Monographs. Vol. 26, 1942, pàgs. 121–265.
- Theodor W. Adorno, Else Frenkel-Brunswik, Daniel J. Levinson, R. Nevitt Sanford: The Authoritarian Personality. New Harper and Brothers, Nova York, Dècada del 1950
- Else Frenkel-Brunswik: Selected papers. Editat per Nanette Heiman i Joan Grant. International Universities Press, Nova York,1974
- Else Frenkel-Brunswik: studies the authoritarian personality. Escrits seleccionats (editats i introduïts per Dietmar Paier). Library of social science emigrants. Vol. 3. Nausner and Nausner, Viena 1996. ISBN 3-901402-04-7
- Else Frenkel-Brunswik, R. Nevitt Sanford: The anti-Semitic personality. A research report. A: Erich Simmel (ed.): Anti-Semitism. Fischer, Frankfurt aM, 1993, pàgs, 119-147. (Una versió anterior de la revista Journal of Psychology, vol. 20, 1945, pp. 271–2911). ISBN 3-596-10965-5
- Nathan W. Ackerman, Theodor W. Adorno, Bruno Bettelheim, Else Frenkel-Brunswik, Marie Jahoda, Morris Janowitz, Daniel J. Levinson, R. Nevitt Sanford: The authoritarian character. Volume 2: Studies on Authority and Prejudice. Amsterdam: De Munter, Amsterdam 1969. ISBN 3-88535-341-5
- Dietmar Paier: Else Frenkel-Brunswik 1908-1958. Arxiu per a la història de la sociologia a Àustria. Butlletí (Graz), núm. 13 de juny de 1996 pp 9-11. (vegeu [1])